# Завал (Долж)
Завал (рум. Zăval) насеље је у Румунији у округу Долж у општини Ђигера. Oпштина се налази на надморској висини од 51 m.

## Становништво
Према подацима из 2002. године у насељу је живело 1011 становника, од којих су сви румунске националности.